# La Brillaz
La Brillaz is een gemeente en plaats in het Zwitserse kanton Fribourg, en maakt deel uit van het district Saane/Sarine.
La Brillaz telt 2.028 inwoners.